# 唐十郎
唐十郎（日语：／ Kara Jūrō，1940年2月11日—2024年5月4日），本名大靏義英（日语：／ Ōtsuru Yoshihide），日本劇作家、劇場導演和演員。他是劇團“唐組”的團長並榮膺文化功勞者，同時他還曾是紅帳篷劇場“狀況劇場”的創始人。唐十郎被認為是“日本地下戲劇運動之父”。
唐十郎出身於東京都台東區的東上野，後於明治大學文學部文學科戲劇學專業畢業。他也以作家身份活躍，並在1983年憑藉作品《佐川君的來信》（1981年出版）而獲得芥川龍之介獎。作為演員，唐十郎也會出演並非由自己擔任導演或編劇的電影及電視劇；而作為劇作家，他也會給其他導演提供劇本。2012年4月，唐十郎出任明治大學的客座教授。
唐十郎的父親是大鶴日出榮，他曾是理研科學映畫的導演兼電影監製。而他的前妻是日本女演員李麗仙，他們共同育有一子——大鶴義丹；大鶴義丹日本演員、小說作家和電影導演。在與李麗仙離婚後，唐十郎再婚並又育有長女大鶴美仁音和次子大鶴佐助；他們二人均在從事演員職業。

## 早年經歷
唐十郎於1940年2月11日出生在日本東京府東京市（現東京都台東區）的北上野，原名為大靏義英。他的父親是大鶴日出榮（大鶴日出栄），曾是理研科學映畫的導演和電影監製。幼年時期，唐十郎在東上野的一間長屋內長大。 第二次世界大戰期間，唐十郎還被疏散到福島縣。
唐十郎的小學在下谷區立坂本小學就讀。1955年，他從私立駒込初中畢業並進入東邦大學附屬高中就讀；當時他的父親希望他能成為一名醫生。但是唐十郎卻在1962年考入明治大學文學部文學科的戲劇專業。

## 個人生活
1967年，唐十郎與韓裔日本女演員李麗仙結婚，並於次年生下長子大鶴義丹。兩人的婚姻在1988年結束，而唐十郎隨後在1989年與一名普通女子結婚並生下長女大鶴美仁音（大鶴美仁音）和次子大鶴佐助。大鶴義丹現在是電影導演、小說家和演員；而大鶴美仁音和大鶴佐助也在從事演員職業。
2024年5月1日，有媒體報道唐十郎在家中跌倒後被緊急送往醫院救治。 5月4日，唐十郎因急性硬膜下血腫在日本東京都中野區的一家醫院內宣佈不治，享壽84歲。

## 榮譽嘉獎
| 年份   | 榮譽 / 嘉獎            | 獲獎作品             | 備註                       |
| ------ | ---------------------- | -------------------- | -------------------------- |
| 1970年 | 岸田國士戲劇獎         | 《少女假面（少女仮面）》     | —                          |
| 1978年 | 泉鏡花文學獎           | 《海星·河童（海星・河童）》    | —                          |
| 1983年 | 芥川龍之介獎           | 《佐川君的來信（佐川君からの手紙）》 | —                          |
| 2001年 | 花園獎                 | 不適用               | —                          |
| 2003年 | 鶴屋南北戲曲獎         | 《泥人魚（）》       | —                          |
| 2004年 | 讀賣文學獎戲曲·劇本獎  | 《泥人魚（）》       | —                          |
| 2005年 | 紫綬褒章               | 不適用               | 於內部公示階段婉拒該榮譽。 |
| 2006年 | 讀賣演劇大獎藝術榮譽獎 | 不適用               | —                          |
| 2006年 | 明治大學特別功勞獎     | 不適用               | —                          |
| 2010年 | 李炳注国際文学獎       | 不適用               | —                          |
| 2013年 | 朝日獎                 | 不適用               | —                          |
| 2021年 | 文化功勞者             | 不適用               | —                          |

## 相關書籍
- [唐十郎：紅帳篷的復興]. 河出·道之手冊（日语：KAWADE道の手帖）. 東京都: 河出書房新社. 2006-04-24. ISBN 9784309740102 （日语）.

- 扇田昭彥（日语：扇田昭彦）.  [唐十郎的戲劇世界]. 東京都: 右文書院（日语：右文書院）. 2007-01-30. ISBN 9784842100746 （日语）.

- 樋口良澄.  [唐十郎理論：語言與身體的反擊]. 東京都: 未知谷（日语：未知谷）. 2012-01-06. ISBN 9784896423648 （日语）.

## 關聯條目
| - 寺山修司 - 若松孝二 - 大島渚 - 大鶴義丹 | - 橫尾忠則 - 土方巽 - 夏純子 - 佐野史郎 | - 赤塚不二夫 - 橫山真理子 - 天井桟敷劇團 |

### 腳註
1. ↑  「靏」，音同「鶴」

### 引用
1. ↑  木村隆. . 青蛙房. 2010-11-25: 98. ISBN 9784790503729 （日语）.
2. ↑  . 雅虎日本. 體育日本. 2024-05-05  [2024-05-06]. （原始内容存档于2024-05-06） （日语）.
3. ↑  . 日刊體育. 2024-05-05  [2024-05-06]. （原始内容存档于2024-05-06） （日语）.
4. ↑  . 讀賣新聞. 2024-05-05  [2024-05-06]. （原始内容存档于2024-05-06） （日语）.
5. ↑  . 日刊體育. 2024-05-05  [2024-05-06]. （原始内容存档于2024-05-10） （日语）.
6. ↑  . 東京新聞. 共同通訊社. 2024-05-05  [2024-05-06]. （原始内容存档于2024-05-05） （日语）.
7. ↑  馮亦寧. . 自由時報. 2024-05-05  [2024-05-06] （中文（繁體））.
8. ↑  . 韓國聯合通訊社. 2010-09-17  [2024-05-06]. （原始内容存档于2024-05-06） （日语）.
9. ↑  . 朝日新聞.   [2024-05-06]. （原始内容存档于2023-03-06） （日语）.
10. ↑  . 時事通信社. 2021-10-26  [2024-05-06]. （原始内容存档于2021-10-26） （日语）.

## 外部連接
- 劇團唐組官方網站 （页面存档备份，存于）（日語）
- 劇團唐研究會官方網站 （页面存档备份，存于）（日語）
- 唐十郎·NHK人物錄 （页面存档备份，存于）（日語）